# William King (pisarz)
William John King, także Bill King (ur. 7 grudnia 1959 w Stranraer, Szkocja) – brytyjski pisarz fantasy i science fiction, znany z cyklów książek osadzonych w światach Warhammer, Warhammer 40000 i Warcraft. Wieloletni współpracownik Games Workshop przy tworzeniu gier fantasy. Przez kilka lat mieszkał w Pradze, gdzie poznał swoją przyszłą żonę, Radkę, z którą wziął ślub 24 września 2005. W lipcu 2006 King wraz z rodziną przeniósł się z powrotem do Szkocji, obecnie mieszka w Glasgow.

## Publikacje

### SeriaPrzygody Gotreka i Felixa(Warhammer)
- Zabójca Trolli (1999)
- Zabójca Skavenów (1999)
- Zabójca Demonów (1999)
- Zabójca Smoków (2000)
- Zabójca Bestii (2001)
- Zabójca Wampirów (2001)
- Zabójca Gigantów (2003)

### SeriaKosmiczny Wilk(Warhammer 40000)
- Kosmiczny Wilk (1999)
- Szpon Ragnara (2000)
- Szary Łowca (2002)
- Wilcze ostrza (2003)
- Synowie Fenrisa (2016)

### TrylogiaTerrarchów
- Anioły Śmierci (2005)
- Wieża węży (2006)
- Zabójca królowej (2006)

### World of Warcraft
- World of Warcraft: Illidan (2016)